# بيتر هيكس
بيتر هيكس (بالإنجليزية: Peter Hicks)‏ هو عالم موسيقى بريطاني، ولد في 1 فبراير 1964 في Wallsend ‏ في المملكة المتحدة.